# NBA All-Star Game
O All-Star Game da National Basketball Association é um jogo de exibição de basquete realizado todo mês de fevereiro pela National Basketball Association (NBA) e exibe 24 dos melhores jogadores da liga. É o evento principal do NBA All-Star Weekend, um evento de três dias que vai de sexta a domingo. O All-Star Game foi jogado pela primeira vez no Boston Garden em 2 de março de 1951.
A escalação inicial para cada equipe é selecionada por uma combinação de torcedor, jogador e votação da mídia, enquanto os treinadores principais escolhem os reservas, sete jogadores de suas respectivas conferências, de modo que cada lado tenha uma lista de 12 jogadores. Os treinadores não podem votar em seus próprios jogadores. Se um jogador selecionado não puder participar devido a uma lesão, o comissário da NBA seleciona um substituto.
A partir de 2018, os principais ganhadores de votos para cada conferência são designados como capitães de equipe e podem escolher a partir do pool de reservas All-Star para formar suas equipes, independentemente da conferência. LeBron James e Stephen Curry se tornaram os primeiros jogadores a escolher times por meio do novo formato, selecionando jogadores para o NBA All-Star Game de 2018 em um draft não televisionado em 25 de janeiro. Provavelmente devido ao interesse dos fãs no processo de draft, os capitães do All-Star Game de 2019, James e Giannis Antetokounmpo, escalaram seus times ao vivo na TNT. As equipes também jogam por uma instituição de caridade de sua escolha para ajudar os jogos a permanecerem competitivos.
O técnico principal da equipe com melhor aproveitamento em cada conferência é escolhido para conduzir sua respectiva conferência no Jogo All-Star, sendo vedada a participação consecutiva. Conhecida como a "Regra de Riley", foi criada depois que Pat Riley, treinador do Los Angeles Lakers, perenemente bem-sucedido, ganhou o direito de treinar a equipe da Conferência Oeste oito vezes em nove temporadas entre 1982 e 1990. O técnico da equipe com o o próximo melhor registro é o treinador.

## História

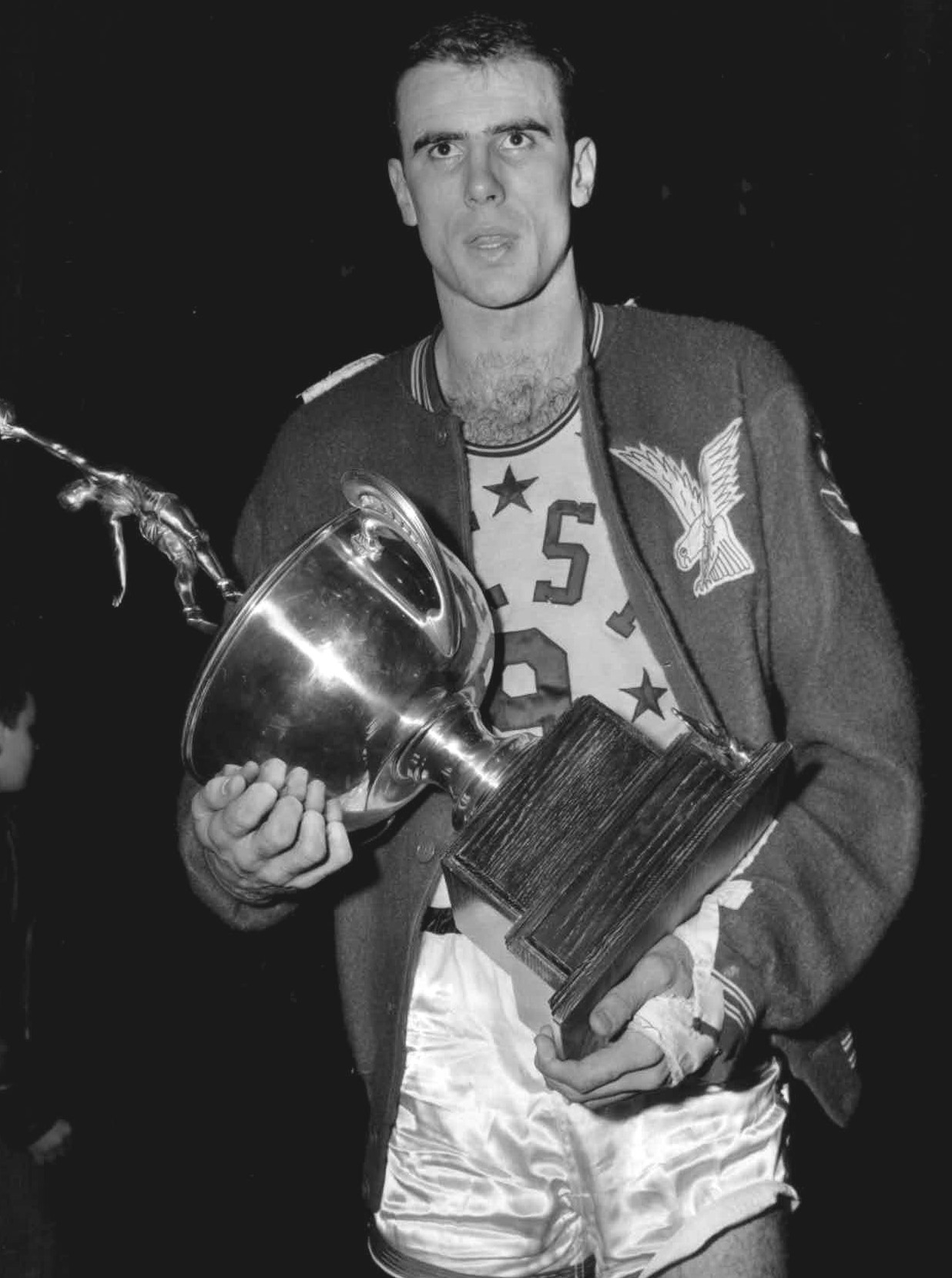
Bob Pettit foi eleito MVP de 1958.

A ideia de realizar um jogo All-Star foi concebida durante uma reunião entre o presidente da NBA, Maurice Podoloff, o diretor de publicidade da NBA, Haskell Cohen, e o proprietário do Boston Celtics, Walter A. Brown. Naquela época, o mundo do basquete acabara de ser abalado por um escândalo no basquete universitário. A fim de recuperar a atenção do público para o campeonato, Cohen sugeriu um jogo de exibição com os melhores jogadores da liga, semelhantes ao Jogo das Estrelas da Major League Baseball. Embora a maioria das pessoas, incluindo Podoloff, estivessem pessimistas sobre a ideia, Brown permaneceu confiante de que seria um sucesso, e ele até se ofereceu para hospedar o jogo e cobrir todas as despesas ou perdas potenciais decorrentes do jogo. O primeiro All-Star Game foi realizado no Boston Garden em 2 de março de 1951, onde a equipe Leste derrotou a equipe Oeste por 111–94.
Ed Macauley, do Boston Celtics, foi eleito o primeiro jogador mais valioso do All-Star Game da NBA, e o All-Star Game tornou-se um sucesso, atraindo uma audiência de 10.094, muito mais do que a média de público daquela temporada de 3.500. Em 2010, o NBA All-Star Game estabeleceu o recorde de público para um jogo de basquete com 108.713 pessoas presentes no Cowboys Stadium em Arlington, Texas. Isso quebrou o recorde de público existente anteriormente realizado no Ford Field em 13 de dezembro de 2003, quando 78.129 participantes assistiram ao jogo do Michigan State contra o Kentucky.
O All-Star Weekend de 2017 foi originalmente concedido a Charlotte, Carolina do Norte. Em 23 de março de 2016, a Carolina do Norte aprovou o House Bill 2, também conhecido como "projeto de lei do banheiro", que foi visto como discriminatório contra pessoas trans. Como resultado, a NBA anunciou que mudaria o jogo para outra cidade se o projeto de lei não fosse revogado ou revisado. Depois que a Carolina do Norte não tomou nenhuma providência, em 21 de julho de 2016, a NBA anunciou que o jogo de 2017 seria transferido para New Orleans. Em março de 2017, depois que várias disposições do projeto de lei foram parcialmente revogadas, a NBA concedeu o All-Star Weekend de 2019 a Charlotte. Em 3 de outubro de 2017, a NBA e a NBPA anunciaram mudanças no formato do jogo a partir de 2018. Em vez de serem divididos por conferência, os principais líderes de voto para cada conferência seriam os capitães de equipe e teriam um draft para escolher entre os demais titulares e reservas, independentemente da conferência.

## Listas de convocados
Os cinco titulares de cada conferência consistem em três jogadores de uma posição e dois de outra, selecionados por uma combinação de torcedor, jogador e votação da mídia. Em 2017, a NBA passou de um voto puro de fãs para um processo ponderado em que a votação dos fãs é responsável por 50%, com a votação do jogador e da mídia por 25% cada. Antes de 2013, os fãs selecionavam dois jogadores de uma posição e um de outra ao invés de jogadores de ataque aleatórios. A NBA em 2003 começou a oferecer cédulas All-Star em três idiomas - inglês, espanhol e chinês - para a votação dos torcedores.
Os treinadores da NBA votam nos reservas de suas respectivas conferências, mas não podem escolher jogadores de sua própria equipe. Cada treinador seleciona dois jogadores de uma posição, três jogadores de outra posição e mais dois extras, com cada jogador selecionado classificado em ordem de preferência dentro de cada categoria. Se um jogador multi-posições for selecionado, os treinadores são encorajados a votar no jogador na posição que é "mais vantajosa para o time All-Star", independentemente de onde o jogador está listado na cédula All-Star ou no posição ele está listado nas pontuações dos quadros. Se um jogador não estiver disponível para o jogo devido a uma lesão, o comissário da NBA seleciona um substituto para a lista. Se a substituição for para um titular selecionado por um fã, o treinador do All-Star Game escolhe a substituição na escalação inicial, e não se limita à adição do comissário à lista.
Vários jogadores All-Star podem ser escolhidos de uma equipe, com o recorde sendo quatro. Isso ocorreu oito vezes, sendo a primeira em 1962, quando quatro jogadores do Boston Celtics e do Los Angeles Lakers foram escolhidos. O jogo mais recente com quatro jogadores All-Star de um mesmo time foi o Golden State Warriors no jogo de 2017.

## O jogo
O jogo é disputado sob as regras normais da NBA, mas existem diferenças notáveis em relação a um jogo normal. Uma vez que as estrelas iniciais são selecionadas pelo voto dos fãs, os jogadores às vezes começam o jogo em posições atípicas. Por exemplo, no jogo de 2007, Kobe Bryant e Tracy McGrady foram escolhidos para outras posições que suas habituais na Conferência Oeste. Como ambos os jogadores normalmente jogam como armador, Bryant começou o jogo como ala/pivô. A jogabilidade geralmente envolve jogadores que tentam enterradas espetaculares com o esforço defensivo geralmente limitado. A pontuação final é geralmente muito maior do que em um jogo competitivo da NBA. Se o placar estiver apertado, o quarto período é mais competitivo. Este formato foi alterado em 2020 para usar o Elam Ending. Nas regras normais do Elam Ending, o relógio do jogo é desligado com quatro minutos restantes e uma pontuação alvo é definida; quem atinge o alvo ganha o jogo. Em 2020, a NBA levou o placar ao final de três trimestres e somou 24 pontos (em homenagem a Kobe Bryant, que morrera em um acidente de helicóptero um mês antes). Com a equipe Giannis liderando a equipe LeBron por 133-124 no final do terceiro quarto, a meta de pontuação era de 157 pontos, e a equipe LeBron venceu a competição.
As apresentações dos jogadores geralmente são acompanhadas por uma quantidade significativa de festejos, incluindo efeitos de iluminação, música para dançar e pirotecnia. Uniformes especiais são projetados para o jogo a cada ano, geralmente vermelho para a Conferência Oeste e azul para a Conferência Leste. De 1997 a 2002, os jogadores podiam usar os uniformes normais da equipe. A "conferência anfitriã" também tradicionalmente tem uniformes leves, exceto de 2010 a 2014. Os jogadores do mesmo time All-Star que usam o mesmo número costumavam ter a opção de alterar os números: Patrick Ewing, que normalmente usava #33, optou por vestir #3, pois Larry Bird também tinha esse número. Desde 1997, os jogadores podem manter seus números uniformes. Um grande artista normalmente canta "O Canada" e "The Star-Spangled Banner" antes do início do jogo.
O intervalo também é mais longo do que um jogo típico da NBA devido às apresentações musicais de artistas populares. O primeiro show do intervalo aconteceu no jogo de 2000, com Kenny Wayne Shepherd, Mary J. Blige e LL Cool J.

## Resultados dos jogos
Esta é uma lista de cada All-Star Game, o local em que foi jogado e o MVP do jogo. Números entre parênteses indicam várias vezes que o local, cidade ou jogador ocorreu a partir dessa instância (por exemplo, "Michael Jordan (2)" em 1996 indica que foi seu segundo prêmio All-Star MVP). No All-Star Game de 2017 (Temporada da NBA de 2016–17), a Conferência Leste lidera com um recorde de 38 vitórias e 29 derrotas.
| Conferência Leste (38 vitórias) | Conferência Oeste (29 vitórias) |
| ------------------------------- | ------------------------------- |

| Ano  | Resultado | Arena | Cidade | MVP do Jogo | Ref.   |
| ---- | --- | --- | --- | --- | ------ |
| 1951 | Leste 111, Oeste 94 | Boston Garden | Boston, MA | Ed Macauley, Boston Celtics                                                                                                   |        |
| 1952 | Leste 108, Oeste 91 | Boston Garden (2) | Boston, MA (2) | Paul Arizin, Philadelphia Warriors                                                                                            |        |
| 1953 | Oeste 79, Leste 75 | Allen County War Memorial Coliseum                                                                                            | Fort Wayne, IN | George Mikan, Minneapolis Lakers                                                                                              |        |
| 1954 | Leste 98, Oeste 93 (OT) | Madison Square Garden III**                                                                                                   | Nova York, NY | Bob Cousy, Boston Celtics |        |
| 1955 | Leste 100, Oeste 91 | Madison Square Garden III** (2)                                                                                               | Nova York, NY (2) | Bill Sharman, Boston Celtics                                                                                                  |        |
| 1956 | Oeste 108, Leste 94 | Rochester War Memorial Coliseum                                                                                               | Rochester, NY | Bob Pettit, St. Louis Hawks                                                                                                   |        |
| 1957 | Leste 109, Oeste 97 | Boston Garden (3) | Boston, MA (3) | Bob Cousy (2), Boston Celtics                                                                                                 |        |
| 1958 | Leste 130, Oeste 118 | St. Louis Arena | St. Louis, MO | Bob Pettit (2), St. Louis Hawks                                                                                               |        |
| 1959 | Oeste 124, Leste 108 | Olympia Stadium | Detroit, MI | Elgin Baylor, Minneapolis Lakers Bob Pettit (3), St. Louis Hawks                                                              |        |
| 1960 | Leste 125, Oeste 115 | Convention Hall | Philadelphia, PA | Wilt Chamberlain, Philadelphia Warriors                                                                                       |        |
| 1961 | Oeste 153, Leste 131 | Onondaga County War Memorial Coliseum                                                                                         | Syracuse, NY | Oscar Robertson, Cincinnati Royals                                                                                            |        |
| 1962 | Oeste 150, Leste 130 | St. Louis Arena (2) | St. Louis, MO (2) | Bob Pettit (4), St. Louis Hawks                                                                                               |        |
| 1963 | Leste 115, Oeste 108 | LA Sports Arena | Los Angeles, CA | Bill Russell, Boston Celtics                                                                                                  |        |
| 1964 | Leste 111, Oeste 107 | Boston Garden (4) | Boston, MA (4) | Oscar Robertson (2), Cincinnati Royals                                                                                        |        |
| 1965 | Leste 124, Oeste 123 | St. Louis Arena (3) | St. Louis, MO (3) | Jerry Lucas, Cincinnati Royals                                                                                                |        |
| 1966 | Leste 137, Oeste 94 | Cincinnati Gardens | Cincinnati, OH | Adrian Smith, Cincinnati Royals                                                                                               |        |
| 1967 | Oeste 135, Leste 120 | Cow Palace | Daly City, CA | Rick Barry, San Francisco Warriors                                                                                            |        |
| 1968 | Leste 144, Oeste 124 | Madison Square Garden III** (3)                                                                                               | Nova York, NY (3) | Hal Greer, Philadelphia 76ers                                                                                                 |        |
| 1969 | Leste 123, Oeste 112 | Baltimore Civic Center | Baltimore, MD | Oscar Robertson (3), Cincinnati Royals                                                                                        |        |
| 1970 | Leste 142, Oeste 135 | The Spectrum | Philadelphia, PA (2) | Willis Reed, New York Knicks                                                                                                  |        |
| 1971 | Oeste 108, Leste 107 | San Diego Sports Arena | San Diego, CA | Lenny Wilkens, Seattle SuperSonics                                                                                            |        |
| 1972 | Oeste 112, Leste 110 | The Forum | Inglewood, CA | Jerry West, Los Angeles Lakers                                                                                                |        |
| 1973 | Leste 104, Oeste 84 | Chicago Stadium | Chicago, IL | Dave Cowens, Boston Celtics                                                                                                   |        |
| 1974 | Oeste 134, Leste 123 | Seattle Center Coliseum | Seattle, WA | Bob Lanier, Detroit Pistons                                                                                                   |        |
| 1975 | Leste 108, Oeste 102 | Arizona Veterans Memorial Coliseum                                                                                            | Phoenix, AZ | Walt Frazier, New York Knicks                                                                                                 |        |
| 1976 | Leste 123, Oeste 109 | The Spectrum (2) | Philadelphia, PA (3) | Dave Bing, Washington Bullets                                                                                                 |        |
| 1977 | Oeste 125, Leste 124 | Milwaukee Arena | Milwaukee, WI | Julius Erving, Philadelphia 76ers                                                                                             |        |
| 1978 | Leste 133, Oeste 125 | Omni Coliseum | Atlanta, GA | Randy Smith, Buffalo Braves                                                                                                   |        |
| 1979 | Oeste 134, Leste 129 | Pontiac Silverdome | Pontiac, MI† | David Thompson, Denver Nuggets                                                                                                |        |
| 1980 | Leste 144, Oeste 136 (OT) | Capital Centre | Landover, MD | George Gervin, San Antonio Spurs                                                                                              |        |
| 1981 | Leste 123, Oeste 120 | Coliseum at Richfield | Richfield, OH | Nate Archibald, Boston Celtics                                                                                                |        |
| 1982 | Leste 120, Oeste 118 | Brendan Byrne Arena | East Rutherford, NJ | Larry Bird, Boston Celtics |        |
| 1983 | Leste 132, Oeste 123 | The Forum (2) | Inglewood, CA (2) | Julius Erving (2), Philadelphia 76ers                                                                                         |        |
| 1984 | Leste 154, Oeste 145 (OT) | McNichols Sports Arena | Denver, CO | Isiah Thomas, Detroit Pistons                                                                                                 |        |
| 1985 | Oeste 140, Leste 129 | Hoosier Dome | Indianapolis, IN† | Ralph Sampson, Houston Rockets                                                                                                |        |
| 1986 | Leste 139, Oeste 132 | Reunion Arena | Dallas, TX | Isiah Thomas (2), Detroit Pistons                                                                                             |        |
| 1987 | Oeste 154, Leste 149 (OT) | Kingdome | Seattle, WA† (2) | Tom Chambers, Seattle SuperSonics                                                                                             |        |
| 1988 | Leste 138, Oeste 133 | Chicago Stadium (2) | Chicago, IL (2) | Michael Jordan, Chicago Bulls                                                                                                 |        |
| 1989 | Oeste 143, Leste 134 | Astrodome | Houston, TX† | Karl Malone, Utah Jazz |        |
| 1990 | Leste 130, Oeste 113 | Miami Arena | Miami, FL | Magic Johnson, Los Angeles Lakers                                                                                             |        |
| 1991 | Leste 116, Oeste 114 | Charlotte Coliseum | Charlotte, CN | Charles Barkley, Philadelphia 76ers                                                                                           |        |
| 1992 | Oeste 153, Leste 113 | Orlando Arena§ | Orlando, FL | Magic Johnson (2), Los Angeles Lakers                                                                                         |        |
| 1993 | Oeste 135, Leste 132 (OT) | Delta Center§ | Salt Lake City, UT | Karl Malone (2), Utah Jazz John Stockton, Utah Jazz                                                                           |        |
| 1994 | Leste 127, Oeste 118 | Target Center | Minneapolis, MN | Scottie Pippen, Chicago Bulls                                                                                                 |        |
| 1995 | Oeste 139, Leste 112 | America West Arena§ | Phoenix, AZ (2) | Mitch Richmond, Sacramento Kings                                                                                              |        |
| 1996 | Leste 129, Oeste 118 | Alamodome | San Antonio, TX | Michael Jordan (2), Chicago Bulls                                                                                             |        |
| 1997 | Leste 132, Oeste 120 | Gund Arena§ | Cleveland, OH | Glen Rice, Charlotte Hornets                                                                                                  |        |
| 1998 | Leste 135, Oeste 114 | Madison Square Garden*** | Nova York, NY(4) | Michael Jordan (3), Chicago Bulls                                                                                             |        |
| 1999 | Cancelado devido ao loccaute - O jogo foi originalmente programado para ser no First Union Center na Filadélfia, Pensilvânia. | Cancelado devido ao loccaute - O jogo foi originalmente programado para ser no First Union Center na Filadélfia, Pensilvânia. | Cancelado devido ao loccaute - O jogo foi originalmente programado para ser no First Union Center na Filadélfia, Pensilvânia. | Cancelado devido ao loccaute - O jogo foi originalmente programado para ser no First Union Center na Filadélfia, Pensilvânia. | [ 9 ]  |
| 2000 | Oeste 137, Leste 126 | Oakland Arena | Oakland, CA | Tim Duncan, San Antonio Spurs Shaquille O'Neal, Los Angeles Lakers                                                            |        |
| 2001 | Leste 111, Oeste 110 | MCI Center | Washington, D.C. | Allen Iverson, Philadelphia 76ers                                                                                             |        |
| 2002 | Oeste 135, Leste 120 | First Union Center | Philadelphia, PA (4) | Kobe Bryant, Los Angeles Lakers                                                                                               |        |
| 2003 | Oeste 155, Leste 145 (2OT) | Philips Arena§ | Atlanta, GA (2) | Kevin Garnett, Minnesota Timberwolves                                                                                         |        |
| 2004 | Oeste 136, Leste 132 | Staples Center | Los Angeles, CA (2) | Shaquille O'Neal (2), Los Angeles Lakers                                                                                      |        |
| 2005 | Leste 125, Oeste 115 | Pepsi Center | Denver, CO (2) | Allen Iverson (2), Philadelphia 76ers                                                                                         |        |
| 2006 | Leste 122, Oeste 120 | Toyota Center | Houston, TX (2) | LeBron James, Cleveland Cavaliers                                                                                             |        |
| 2007 | Oeste 153, Leste 132 | Thomas & Mack Center | Las Vegas, NV* | Kobe Bryant (2), Los Angeles Lakers                                                                                           |        |
| 2008 | Leste 134, Oeste 128 | New Orleans Arena§ | Nova Orleans, LO | LeBron James (2), Cleveland Cavaliers                                                                                         |        |
| 2009 | Oeste 146, Leste 119 | US Airways Center (2) | Phoenix, AZ (3) | Kobe Bryant (3), Los Angeles Lakers Shaquille O'Neal (3), Phoenix Suns                                                        |        |
| 2010 | Leste 141, Oeste 139 | Cowboys Stadium | Arlington, TX#† | Dwyane Wade, Miami Heat |        |
| 2011 | Oeste 148, Leste 143 | Staples Center (2) | Los Angeles, CA (3) | Kobe Bryant (4), Los Angeles Lakers                                                                                           |        |
| 2012 | Oeste 152, Leste 149 | Amway Center (2) | Orlando, FL (2) | Kevin Durant, Oklahoma City Thunder                                                                                           |        |
| 2013 | Oeste 143, Leste 138 | Toyota Center (2) | Houston, TX (3) | Chris Paul, Los Angeles Clippers                                                                                              |        |
| 2014 | Leste 163, Oeste 155 | Smoothie King Center (2) | Nova Orleans, LO (2) | Kyrie Irving, Cleveland Cavaliers                                                                                             |        |
| 2015 | Oeste 163, Leste 158 | Madison Square Garden (2)*** / Barclays Center                                                                                | Nova York, NY (5) | Russell Westbrook, Oklahoma City Thunder                                                                                      |        |
| 2016 | Oeste 196, Leste 173 | Air Canada Centre | Toronto, ON | Russell Westbrook (2), Oklahoma City Thunder                                                                                  |        |
| 2017 | Oeste 192, Leste 182 | Smoothie King Center (3) | Nova Orleans, LO (3) | Anthony Davis, New Orleans Pelicans                                                                                           |        |
| 2018 | Time LeBron 148, Time Stephen 145                                                                                             | Staples Center (3) | Los Angeles, CA (4) | LeBron James (3), Cleveland Cavaliers                                                                                         | [ 3 ]  |
| 2019 | Team LeBron 178, Time Giannis 164                                                                                             | Spectrum Center | Charlotte, CN (2) | Kevin Durant (2), Golden State Warriors                                                                                       |        |
| 2020 | Time LeBron 157, Time Giannis 155‡                                                                                            | United Center | Chicago, IL (3) | Kawhi Leonard, Los Angeles Clippers                                                                                           |        |
| 2021 | Time LeBron 170, Time Durant 150                                                                                              | State Farm Arena (2) | Atlanta, GA (3) | Giannis Antetokounmpo, Milwaukee Bucks                                                                                        |        |
| 2022 | Time LeBron 163, Time Durant 160                                                                                              | Rocket Mortgage Fieldhouse (2)                                                                                                | Cleveland, OH (2) | Stephen Curry, Golden State Warriors                                                                                          | [ 10 ] |
| 2023 | Time Giannis 184, Time Lebron 175                                                                                             | Vivint Arena (2) | Salt Lake City, UT (2) | Jayson Tatum, Boston Celtics                                                                                                  | [ 11 ] |
| 2024 | Leste 211, Oeste 186 | Gainbridge Fieldhouse | Indianápolis, IN (2) | Damian Lillard, Milwaukee Bucks                                                                                               | [ 12 ] |
| 2025 | Time Shaq 41, Time Chuck 25                                                                                                   | Chase Center | São Francisco, CA | Stephen Curry (2), Golden State Warriors                                                                                      | [ 13 ] |

Notas
- * denota uma cidade sem um time da NBA em jogo durante aquele ano.
- ** denota o jogo disputado no "terceiro" Madison Square Garden na Oitava Avenida entre as ruas 49 e 50, que foram os primeiros três jogos All-Star da NBA jogados no Madison Square Garden (1954, 1955 e 1968).
- *** denota um jogo realizado no "quarto" (ou atual a partir de 2017) Madison Square Garden que vai da rua 31 à 33 acima da metade oeste da Penn Station em Manhattan, inaugurada em fevereiro de 1968, aproximadamente um mês após o jogo de 1968 ter sido jogado no "antigo" MSG.
- † indica um jogo NBA All-Star realizado em um estádio da NFL ou MLB.
- § denota um estádio ou arena cujo nome do local foi alterado e o local sediou um jogo All-Star da NBA subsequente com o nome alternativo.
- Portland , Sacramento , Memphis e Oklahoma City são as únicas cidades atuais da NBA que ainda não sediaram um NBA All-Star Game.
- As novas arenas que não sediaram o All-Star Game são Fiserv Forum em Milwaukee , TD Garden em Boston , American Airlines Arena em Miami , American Airlines Center em Dallas (o local hospedou o 2010 Rookie Challenge e All-Star Saturday), AT&T Center em San Antonio , Little Caesars Arena em Detroit e Chase Center em San Francisco.
- Outros estádios atuais da NFL ou MLB que podem receber o NBA All-Star Game incluem o Mercedes-Benz Stadium em Atlanta , o Ford Field em Detroit, o NRG Stadium em Houston , o Lucas Oil Stadium em Indianapolis, o SoFi Stadium em Inglewood ( área metropolitana de Los Angeles ), US Bank Stadium em Minneapolis , Mercedes-Benz Superdome em Nova Orleans , State Farm Stadium em Glendale ( área metropolitana de Phoenix ) e Rogers Centerem Toronto.
- # Arlington, Texas não tem um time da NBA dentro dos limites de sua cidade, mas é uma parte do metroplex Dallas – Fort Worth que tem um time da NBA (o Dallas Mavericks ).
- ‡ Este foi o primeiro jogo disputado sob o formato de pontuação Elam, onde em vez de um limite de tempo, o quarto quarto terminaria quando qualquer uma das equipes atingisse a meta de pontuação, definida como 24 mais a equipe que tivesse mais pontos após três quartos. A equipe Giannis liderou por 133–124 após três quartos, então a meta era de 157. Anthony Davis acertou um lance livre direto para vencê-lo.

## Equipes com mais jogadores MVP
| Nº | Equipe                                                                             | Jogadores                                                                                        |
| -- | ---------------------------------------------------------------------------------- | ------------------------------------------------------------------------------------------------ |
| 11 | Los Angeles Lakers (9) - Minneapolis Lakers (2)                                    | George Mikan, Elgin Baylor, Jerry West, Magic Johnson (2), Shaquille O'Neal (2), Kobe Bryant (4) |
| 8  | Boston Celtics                                                                     | Ed Macauley, Bob Cousy (2), Bill Sharman, Bill Russell, Dave Cowens, Nate Archibald, Larry Bird  |
| 6  | Philadelphia 76ers                                                                 | Hal Greer, Julius Erving (2), Charles Barkley, Allen Iverson (2)                                 |
| 6  | Sacramento Kings (1) - Cincinnati Royals (5)                                       | Oscar Robertson (3), Jerry Lucas, Adrian Smith, Mitch Richmond                                   |
| 6  | Golden State Warriors (3) - Philadelphia Warriors (2) - San Francisco Warriors (1) | Paul Arizin, Wilt Chamberlain, Rick Barry, Kevin Durant, Stephen Curry (2)                       |
| 5  | Oklahoma City Thunder (3) - Seattle SuperSonics (2)                                | Lenny Wilkens, Tom Chambers, Kevin Durant, Russell Westbrook (2)                                 |
| 4  | Chicago Bulls                                                                      | Michael Jordan (3), Scottie Pippen                                                               |
| 4  | Atlanta Hawks (0) - St. Louis Hawks (4)                                            | Bob Pettit (4)                                                                                   |
| 4  | Cleveland Cavaliers                                                                | LeBron James (3), Kyrie Irving                                                                   |
| 3  | Detroit Pistons                                                                    | Bob Lanier, Isiah Thomas (2)                                                                     |
| 3  | Utah Jazz                                                                          | Karl Malone (2), John Stockton                                                                   |
| 3  | Los Angeles Clippers (2) - Buffalo Braves (1)                                      | Randy Smith, Chris Paul, Kawhi Leonard                                                           |
| 2  | San Antonio Spurs                                                                  | George Gervin, Tim Duncan                                                                        |
| 2  | New York Knicks                                                                    | Willis Reed, Walt Frazier                                                                        |
| 2  | Milwaukee Bucks                                                                    | Giannis Antetokounmpo, Damian Lillard                                                            |
| 1  | Washington Wizards (antes Washington Bullets)                                      | Dave Bing                                                                                        |
| 1  | Denver Nuggets                                                                     | David Thompson                                                                                   |
| 1  | Houston Rockets                                                                    | Ralph Sampson                                                                                    |
| 1  | Charlotte Hornets                                                                  | Glen Rice                                                                                        |
| 1  | Minnesota Timberwolves                                                             | Kevin Garnett                                                                                    |
| 1  | Phoenix Suns                                                                       | Shaquille O'Neal                                                                                 |
| 1  | Miami Heat                                                                         | Dwyane Wade                                                                                      |
| 1  | New Orleans Pelicans                                                               | Anthony Davis                                                                                    |

## Recordes
Jogadores recordistas em estatísticas do NBA All-Star Game ao longo da carreira em suas participações ou em apenas um jogo.
| Recorde ao longo da carreira do jogador |        |                  |         |              |              |                     |       |
| Pontos                                  | Pontos | Rebotes          | Rebotes | Assistências | Assistências | Tocos               | Tocos |
| Jogador                                 | Total  | Jogador          | Total   | Jogador      | Total        | Jogador             | Total |
| LeBron James                            | 434    | Wilt Chamberlain | 197     | Chris Paul   | 128          | Kareem Abdul-Jabbar | 31    |

| Recorde em apenas um jogo |        |        |            |         |         |               |              |              |                     |       |       |
| Pontos                    | Pontos | Pontos | Rebotes    | Rebotes | Rebotes | Assistências  | Assistências | Assistências | Tocos               | Tocos | Tocos |
| Jogador                   | Ano    | Total  | Jogador    | Ano     | Total   | Jogador       | Ano          | Total        | Jogador             | Ano   | Total |
| Jayson Tatum              | 2023   | 55     | Bob Pettit | 1962    | 27      | Magic Johnson | 1984         | 22           | Kareem Abdul-Jabbar | 1980  | 6     |

| Outras estatíticas                  |                      |       |
| Estatítica                          | Jogador              | Marca |
| Mais escolhido                      | LeBron James         | 21    |
| Mais jogos                          | LeBron James         | 20    |
| Mais cestas de três pontos (total)  | Stephen Curry        | 47    |
| Mais cestas de três pontos (1 jogo) | Stephen Curry (2022) | 16    |